# Isophellia algoaensis
Isophellia algoaensis is een zeeanemonensoort uit de familie Isophelliidae.
Isophellia algoaensis is voor het eerst wetenschappelijk beschreven door Carlgren in 1928.